# August von Merveldt

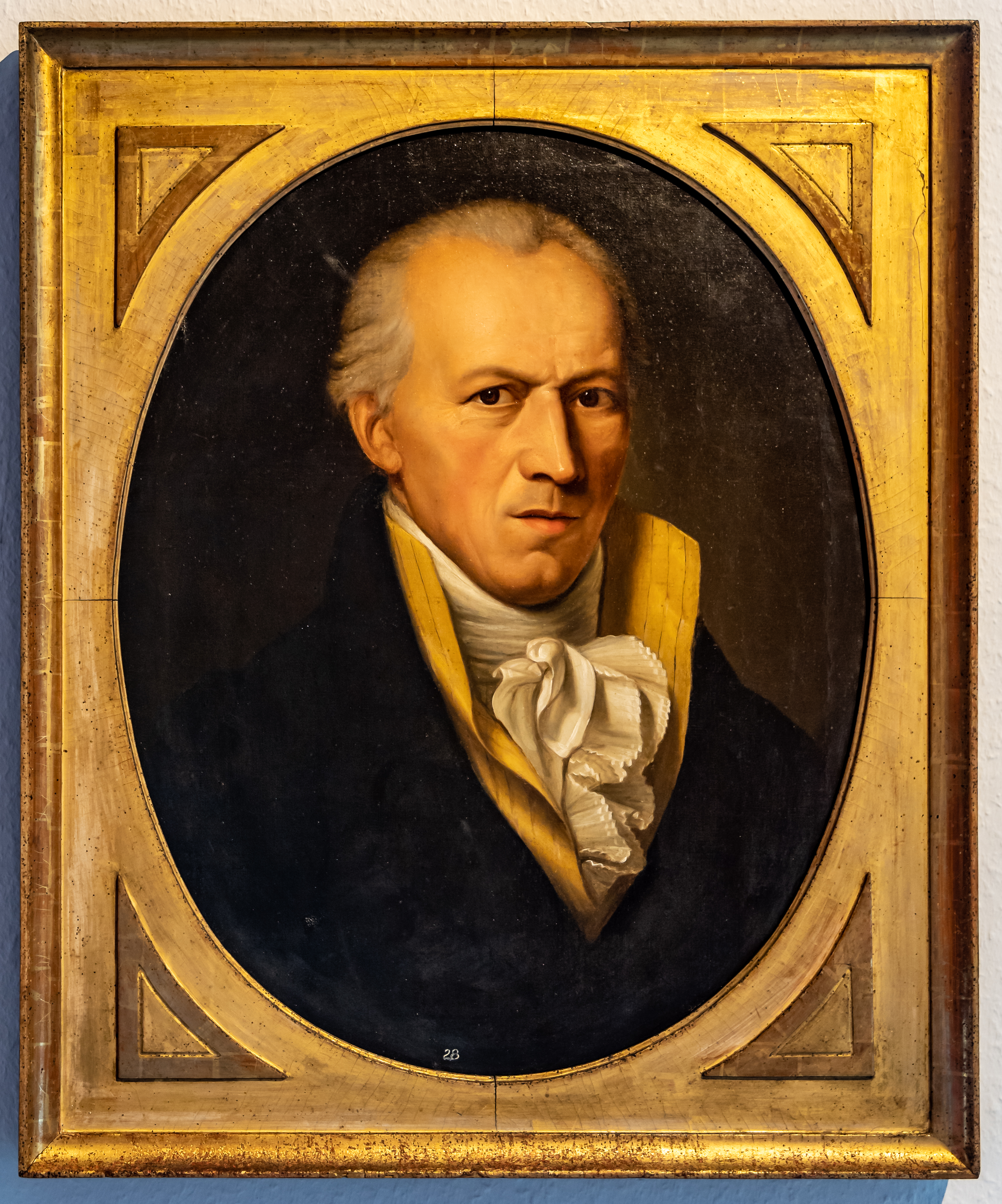
Ferdinand August Graf von Merveldt, um 1800. Gemälde von Johann Christoph Rincklake

August Ferdinand Graf von Merveldt (* 8. April oder 9. April 1759 in Münster; † 6. Mai 1834 ebenda) war ein deutscher Adliger und Politiker.
Von Merveldt war der Sohn des Obristhofmarschalls und kurkölnischen Kämmerer Clemens August von Merveldt und dessen ersten Ehefrau Antonia Maria Ferdinande geborene von Wolff-Metternich zur Gracht und Wehrden (1733–1778). 
Er wurde seinem Vater durch kurfürstlichen Akt am 23. Juli 1777 im Amt des Amtsdrosten im Amt Wolbeck beigeordnet und nach dem Tod des Vaters der letzte kurfürstliche Amtsdrost in Wolbeck und 1783 Geheimrat. Nach dem Ende der kurkölner Herrschaft im Herzogtum Westfalen wurde er preußischer Geheimer Kriegs- und Domänenrat. Heinrich Friedrich Karl vom und zum Stein bot ihm an eine Funktion als preußischer Landrat zu übernehmen, er schlug dies aus familiären Gründen und zur Wahrung seiner Unabhängigkeit aber aus. Im Königreich Westphalen nahm er 1807 die Stellung eines Präsidenten des Administrationskollegiums in Münster an, blieb aber der französischen Herrschaft gegenüber kritisch eingestellt.
Auf dem Wiener Kongress wurde zwischen dem Großherzogtum Hessen und Preußen ein Gebietstausch vereinbart und das Herzogtum Westfalen wurde preußisch. In der folgenden preußischen Verfassungsdiskussion war er ein Wortführer des westfälischen Adels in der Provinz Westfalen. 1817 veröffentlichte er das Werk „Abdruck einiger Urkunden zur Beleuchtung der Verhältnisse zwischen Gutsherren und Bauern im Fürstbistum Münster“. 1822 war er Mitglied der Vertrauensmännerkommission in Berlin. 1826 bis 1831 war er Abgeordneter des Provinziallandtag der Provinz Westfalen und dort stellvertretender Parlamentspräsident.
1815 wurde er mit dem Roten Adlerorden 2. Klasse ausgezeichnet.

## Familie
Am 28. April 1783 heiratete er in Wien seine erste Frau Maria Theresia Gräfin von Pergen (1763–1802). In zweiter Ehe war er seit 14. Juni 1806 mit Antonia Freiin von Twickel (* 1. September 1784; † 1. Juni 1842) verheiratet., die Tochter von Clemens August von Twickel.
Kinder aus der ersten Ehe:
- Ferdinand von Merveldt (1788–1853)
- Karl von Merveldt (1790–1859)
- Maximilian (1797–1849) ⚭ 1837 Oktavia Gräfin Czernin von Chudenitz (1802–1879)

Kinder aus der zweiten Ehe:
- Pauline (* 1807) ⚭ 1829 Clemens Graf von Korff, gen. Schmising
- Auguste (* 1812) ⚭ 1844 August Freiherr von Korff zu Harkotten
- Clemens (1815–1885)

⚭ 1842 Bertha von Bismarck (1823–1860)
⚭ 1860 Marianne (Jenny) Sorga (1836–1897)
- Dietrich (1820–1897) ⚭ 1846 Marie Kamprath (1830–1906)